# Елизабет фон Катценелнбоген
Елизабет фон Катценелнбоген (на немски: Elisabeth von Katzenelnbogen; * ок. 1367/пр. 1384, Катценелнбоген, Хесен-Насау; † сл. 1393) от Дом Хесен (млада линия) е графиня от Катценелнбоген и чрез женитба графиня на Велденц в днешен Рейнланд-Пфалц.

## Произход
Тя е дъщеря на граф Дитер VIII фон Катценелнбоген († 1402) и първата му съпруга графиня Елизабет фон Насау-Висбаден († 1389), дъщеря на Адолф I фон Насау-Висбаден († 1370) и Маргарета фон Нюрнберг († 1382). Нейният баща Дитер VIII се жени втори път пр. 11 януари 1391 г. за графиня Анна фон Насау-Хадамар († 1404).

## Фамилия
Елизабет фон Катценелнбоген се омъжва на 25 май 1387 г. за граф Хайнрих IV фон Велденц († 1393) от фамилията Геролдсек, големият син на граф Хайнрих III фон Велденц († 1389) и графиня Лорета фон Спонхайм-Щаркенбург († сл. 1364). Бракът е бездетен.